# Lazy Bitches
Lazy Bitches — русская панк-рок-группа, образованная в 2006 году в Москве.

## История
Официальной датой основания принято считать[кем?] 3 мая 2006 года — первую репетицию группы. в составе: Настя Мартыненко (бас-гитара, вокал), Наташа Ивашкевич (гитара, бэк-вокал) и Сергей Нефёдов (барабаны).
18 сентября 2006 года группа «Lazy Bitches» приняла участие в благотворительном концерте в клубе «Tabula Rasa», который стал первым публичным выступлением в истории группы. В декабре 2006 года группу покинула одна из основательниц «Lazy Bitches» и, на тот момент, автор большинства песен Настя Мартыненко, а ведущей вокалисткой группы стала Наташа Ивашкевич.
Через некоторое время музыкантов заметил вокалист группы Тараканы! Дима Спирин. Он влился в состав коллектива, заняв место бас-гитары. «Это было настолько сильно, что захотелось сразу же что-то сделать для этих ребят. Например, поиграть с ними на басу». Уже через день, 3 мая 2007 года, «Lazy Bitches» отмечали свой первый день рождения концертом в клубе «Ниагара» в новом составе. Приход Андрея Меликова позволил Спирину переключится на ритм-гитару.
Свой первый студийный альбом «Stupid and Happy» группа записала на собственные средства и представила публике в октябре 2007 года. 1 марта 2008 года пластинка была издана на лейбле A-One Records и официально поступила в продажу.
Слушателями и критиками альбом был принят тепло.
28 февраля 2008 года «Lazy Bitches» приняли участие в передаче «День артиста!» на канале «A-One». Это стало первым телевизионным концертом группы.
В июле 2008 году группа выступила в передаче «Брать Живьём» на телеканале «О2ТВ».
11 августа 2008 года Lazy Bitches были номинированы на премию «RAMP 2008» в категории «Открытие года».
На две песни с альбома были сняты видеоклипы, попавшие в ротацию телеканала A-One: «Stupid and Happy» и «Punk Rock Beaver».
Клип на песню «Punk Rock Beaver» создан лидером группы Uratsakidogi и по-совместительству художником Егором Филипповым, и Егором Пальма, режиссёром первого видео Lazy Bitches.
В марте 2009 года вышел второй студийный альбом группы, получивший название «Good Luck». В отличие от дебютного релиза, в написании песен приняли участие все музыканты Lazy Bitches. В нескольких композициях бэк-вокальные партии записали участники группы Тараканы!, а последняя песня с альбома является кавером на композицию группы «Четыре Таракана». Альбом был записан молниеносно, за два дня, в конце декабря 2008 года.
8 октября 2009 в клубе «Монреаль» на вечеринке Johnny Ramone Birthday Party, посвящённой дню рожденья легендарного гитариста группы Ramones, состоялась премьера новой песни группы — «Magic Pills».
В конце 2009 года из группы ушла вокалистка Наташа Ивашкевич.
Популярность группа получила не только благодаря изданию студийных записей, но и концертам — помимо программы, включавшей исполнение собственных композиций, коллектив часто устраивал кавер-концерты. Программа, названная «Lazy Bitches @ Rock-n-Roll Radio Live!» включает в себя кавер-версии песен таких артистов, как Ramones, Billy Idol, Iggy Pop, Blondie, New York Dolls, X-Ray Spex, The Misfits, Kiss, Buzzcocks, The Rolling Stones, The Clash и других.
1 февраля 2019 на дне рождения Maximum Vinyl Record Store в баре «Успех» группа сенсационно дала свой первый после 10-летней паузы концерт. Из «золотого» состава в нём приняли участие Наташа Ивашкевич, Дмитрий Спирин и Сергей Нефёдов. Андрея Меликова на бас-гитаре заменил Илья Кот. После концерта группа никак не прокомментировала свои дальнейшие планы.

## Участники группы
- Наташа «Little Ramona» Ивашкевич — вокал, электрогитара (2006—2009)
- Сергей «Неф» Нефедов — ударные (с 2006)
- Андрей «Бока» Меликов — бас-гитара (с 2007)
- Дмитрий Спирин — электрогитара (с 2007—2009)
- Василий Лопатин — электрогитара
- Настя Мартыненко — бас-гитара, вокал (2006—2007)

## Дискография и Видеография

### Студийные альбомы
- 2007 — «Stupid and Happy»
- 2009 — «Good Luck»

### Видеоклипы
- 2007 — «Stupid and Happy»
- 2007 — «Punk Rock Beaver»

### Концертные альбомы
- 2007 — «Live at Art Garbage Club»
- 2007 — «Live at Niagara Club»

### Неизданные песни
- «Magic Pills»
- «Hunger» (The Distillers cover)
- «I Wanna Be Your Dog» (The Stooges cover)
- «Rockaway Beach» (Ramones cover)
- «Pinhead» (Ramones cover)
- «I Just Want To Have Something To Do» (Ramones cover)
- «City of Angels» (The Distillers cover)
- «Hey You! Fuck You!» («Blizkrieg Bop» — Ramones cover)
- «Havana Affair» (Ramones cover)